# アンドリュー・コーワン
アンドリュー・コーワン (Andrew Cowan、1936年12月13日 – 2019年10月15日) は、イギリスのラリードライバー。三菱自動車のモータースポーツ組織ラリーアート・ヨーロッパの代表として同社のモータースポーツ活動を牽引した。

## 経歴
1936 年、スコットランドのダンズに生まれる。少年時代からの友人に、F1 チャンピオンとなるジム・クラークがいる。
17 歳からモータースポーツに触れ、1960 年にフォルクスワーゲン・ビートルでラリーに参戦する。1962 年と 1963 年にスコティッシュ・ラリーで優勝するなど結果を残し、ルーツの契約ドライバーとなる。1968 年、ロンドン–シドニー・マラソンをサンビーム・ハンターで優勝する。
1969 年、初参戦のサザンクロス・ラリーで優勝したコーワンは三菱の目にとまり、1972 年から三菱のワークスドライバーになる。サザンクロス・ラリーを 1972 年から 1976 年まで 5 連覇する。
1977 年に三菱が活動を休止すると、1980 年までメルセデスのワークスドライバーとなり、1977 年にロンドン–シドニー・マラソン、1978 年に南米マラソンで優勝する。
1983 年、三菱の要請を請けてイギリスに「アンドリュー・コーワン・モータースポーツ」(ACM) を設立し、「ラリーアート・ヨーロッパ」(RAE) として三菱の世界ラリー選手権 (WRC) ワークスチームを運営する。
1983 年から 1990 年まで、三菱のワークスドライバーとしてダカール・ラリーに参戦する。1986 年には、事故を起こすヘリコプターに乗る直前のティエリー・サビーヌに会っており、彼と握手をした最後の人物だろうという。
1990 年代には、WRC においてトミ・マキネンのドライバーズタイトル 4 連覇と 1 度のマニュファクチャラーズタイトルにチームを導く。
2003 年、三菱のモータースポーツ組織は再編されることになり、ACM は三菱自動車に買収され、コーワンは相談役に退く。
2005 年に引退した後は、家業の農業、趣味の釣りやヒストリックラリーに勤しんだ。2019 年 10 月 15 日、病死、82 歳没。2020 年 2 月、生誕地のダンズで追悼式が行われた。